# Rode vlag

Rode vlag

De rode vlag is een internationaal symbool voor sociaaldemocratie, socialisme en communisme. Daarbij worden functionele rode vlaggen vaak gebruikt om mensen attent te maken op gevaar, vanwege de associatie van rood met gevaar.

## Geschiedenis
Het symbool werd voor het eerst gebruikt door socialisten tijdens de Maartrevolutie van 1848 en daarna door communisten tijdens de Commune van Parijs in 1871.
De rode vlag wordt ook gebruikt op de Dag van de Arbeid.

## Vlaggen (selectie)

Vlag van Sovjet-Unie
Vlag van Rode Leger
Vlag van Vietnam
Vlag van Communistische Partij van China

## Autosport

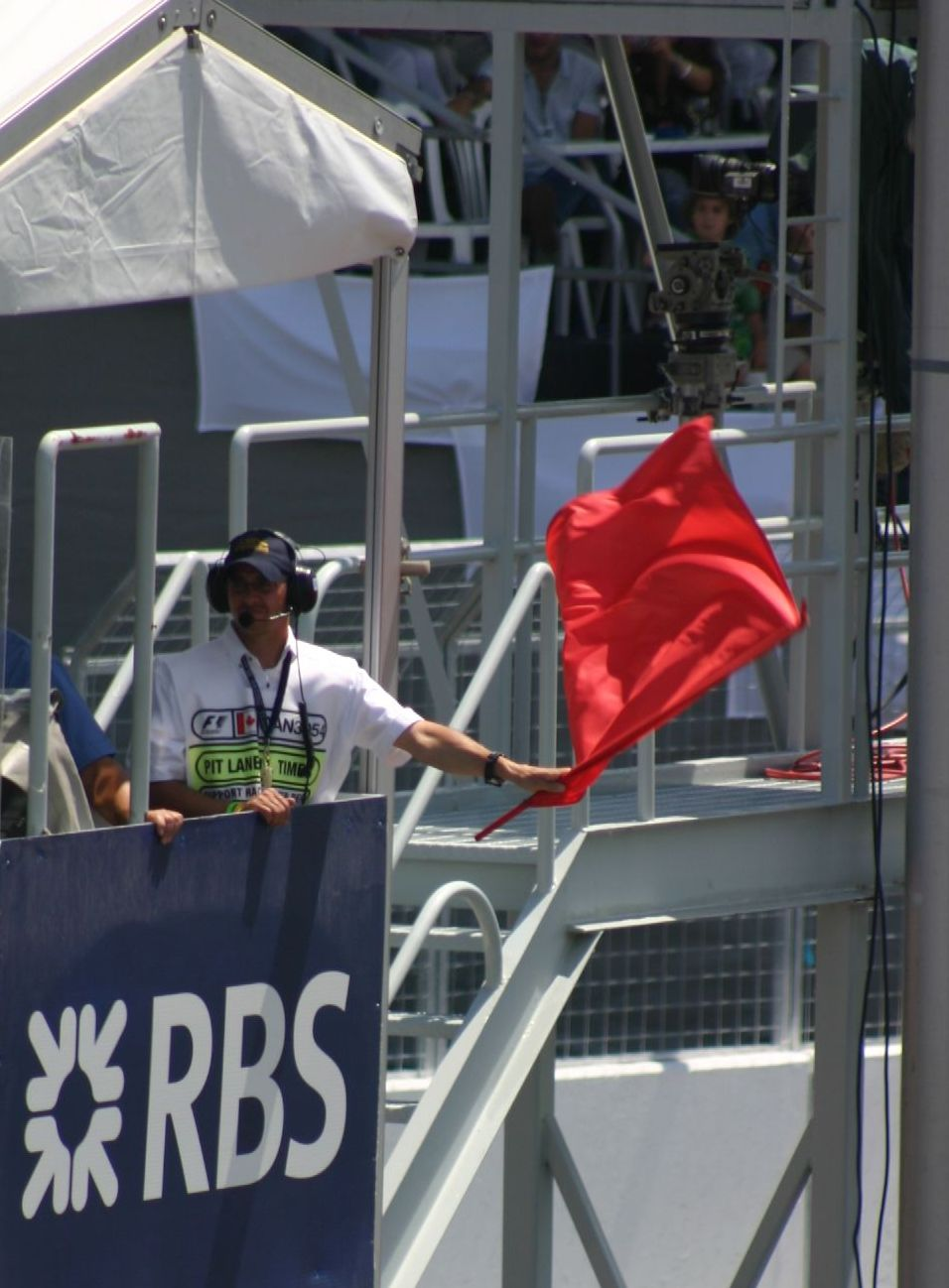
De rode vlag.

Bij de autosport wordt een er gezwaaid met een rode vlag als er onverwacht of onaangegeven gestopt moet worden met de wedstrijd. Meestal gebeurt dit uit veiligheidsredenen, bijvoorbeeld ongelukken, maar het kan ook voorkomen in verband met het weer.

## Strandvlaggen
Wanneer de Nederlandse strandwacht de rode vlag hijst is het (meestal vanwege gevaarlijke omstandigheden) verboden om te zwemmen of te baden. Ook met een luchtbedje de zee ingaan is verboden.

## Symbolische rode vlaggen
In de zakenwereld (met name in compliance) spreekt men wel van een ´rode vlag´ wanneer een wederpartij gedrag vertoont dat een indicatie is dat er geen zuivere motieven zijn, en dat er dus witwassen, fraude, misbruik of andere onacceptabele praktijken in het spel zijn. Deze symbolische rode vlaggen dienen dan te worden geanalyseerd en kunnen bij het uitblijven van een bevredigende verklaring of handeling leiden tot het afblazen van de transactie en zelfs het aanmelden van de wederpartij bij de FIU. Veel genoemde voorbeelden zijn:
- Een gecompliceerde transactie zonder duidelijke uitleg of reden hierachter;
- Het ontbreken van transparantie, alle papieren sporen leiden naar papieren entiteiten in belastingparadijzen en de werkelijke personen achter de vennootschappen zijn onbekend;
- Cruciale informatie ontbreekt en de wederpartij kan of wil deze niet geven (handelsregisteruittreksel, statuten, jaarstukken, paspoortkopie, adreslegitimatie);
- De klantvennootschap heeft jarenlang geen jaarstukken gedeponeerd;
- Het uitoefenen van druk (´ik zit aan een tijdschema vast, er moet nu getekend worden, als het nu niet gebeurt stellen mijn wederpartijen u aansprakelijk´);
- Een ontwijkende of defensieve houding wanneer vragen worden gesteld;
- De transactie bevat risico-elementen, zoals de locatie van de klant (Iran, Jemen, Noord-Korea) of diens zakelijke activiteit (onroerend goed, horeca, seksbranche, gokken, worden vaak gezien als risico-categorieën);
- De transactie stemt niet overeen met het zakelijk profiel van de klant (bijvoorbeeld een meubelmaker die een securitisatietransactie opzet);
- De klant heeft in het (recente) verleden fraude of andere misstappen begaan.